# Odoo
Odoo (conegut anteriorment com a  OpenERP  i inicialment com a  TinyERP ) és un sistema d'ERP integrat de codi obert actualment produït per l'empresa belga Odoo S.A. El fabricant defineix el seu producte com una alternativa de codi obert a SAP ERP i Microsoft Dynamics.

## Programari Empresarial
Odoo S.A. proporciona en el seu lloc web referències tant al mòduls amb suport oficial com als mòduls contribuïts (proporcionats per la comunitat).
Aquest programari té com a objectiu empreses de totes les mides. Inclou facturació, comptabilitat, fabricació, compres, gestió de magatzems i gestió de projectes.

## Llicència i impacte en el model de negocis
Els mòduls de «Odoo Community version», a partir de la versió 9.0, majoritàriament, estan coberts per la GNU Lesser General Public License (LGPL) i algunes parts utilitzen una derivada de la llicència Mozilla Public License. Com a conseqüència directa, Odoo no requereix cap pagament de llicències per a ser utilitzat. Això també implica que, mentre que es respectin els termes de la  llicència, la modificació directa del programa és possible.

## Arquitectura
Odoo utilitza  Arquitectura Orientada a Serveis com a patró de disseny.

### Arquitectura d'Aplicació Web
Les versions més recents de Odoo (des de la versió 7) s'implementen com aplicació web seguint l'especificació Web Server Gateway Interface (WSGI). Odoo inclou un Servidor d'aplicacions /Servidor web (conegut com a Odoo Server) que se'n cuida de la lògica de negoci, de la comunicació amb el Sistema de gestió de bases de dades, i del client web per donar accés als  navegadors web. La part del servidor i de lògica de negocis està escrit principalment en llenguatge de programació Python. El client web està escrit principalment en JavaScript.

### Mòduls
Les funcionalitats del negoci s'organitzen en mòduls. Un mòdul és una carpeta amb una estructura predefinida, amb codi Python i arxius XML al seu interior. Un mòdul defineix l'estructura de les dades, formularis, informes, menús, procediments, fluxos de treball, etc. També poden contenir components web escrits en JavaScript. Els mòduls es defineixen mitjançant una sintaxi independent del client, de tal manera que afegir nous objectes, com menús i formularis els fa disponibles per a qualsevol client.

### Base de dades
Odoo utilitza PostgreSQL com a Sistema de gestió de bases de dades.

### Codi font i contribucions
El codi font d'Odoo s'allotja en GitHub, utilitzant el sistema de control de versions Git. Les contribucions també s'administren mitjançant GitHub.

## Programari com a servei
A partir de la versió 6.0, l'actual Odoo S.A. proporciona una versió d'Odoo  com a servei: Odoo On Demand.

## Entorn de desenvolupament
El desenvolupament de mòduls es realitza editant arxius Python i XML. No hi ha un editor oficial, encara que en els tutorials hi ha preferència per Eclipse o PyCharm. Part de la lògica de l'aplicació pot ser canviada des de la interfície del client web en mode desenvolupament.

## Historial de versions
Les tres últimes versions són suportades a l'hora. Això significa que quan es publica una nova versió la versió suportada més antiga acaba el seu cicle de vida, no tindrà més suport. Per exemple, la versió 7.0 serà suportada fins al moment de la publicació de la 10.0.
| Nom                                                                            | Versió | Data de llançament     | Canvis significatius                                                                                             | Llicència |
| ------------------------------------------------------------------------------ | ------ | ---------------------- | --- | --------- |
| Tiny ERP                                                                       | 1.0    | febrer de 2005         | Primera versió alliberada                                                                                        | GPL       |
| Tiny ERP                                                                       | 2.0    | maig de 2005           | | GPL       |
| Tiny ERP                                                                       | 3.0    | setembre de 2005       | | GPL       |
| Tiny ERP                                                                       | 4.0    | desembre de 2006       | | GPL       |
| OpenERP                                                                        | 5.0    | abril de 2009          | | GPL       |
| OpenERP                                                                        | 6.0    | gener 2011             | Primer client web                                                                                                | AGPLv3    |
| OpenERP                                                                        | 6.1    | febrer de 2012         | Primer client Ajax, s'abandona el client GTK                                                                     | AGPLv3    |
| OpenERP                                                                        | 7.0    | 22 de desembre de 2012 | Millores en la usabilitat i el client web                                                                        | AGPLv3    |
| Odoo                                                                           | 8.0    | 18 de setembre de 2014 | Suport per a CMS: constructor de llocs web, e-commerce, terminal punt de venda i Intel·ligència empresarial (BI) | AGPLv3    |
| Odoo                                                                           | 9.0    | 1 d'octubre de 2015    | Dues versions: Enterprise (amb llicència privativa) i Community (amb llicència lliure poc restrictiva LGPL)      | LGPLv3    |
| Odoo                                                                           | 10.0   | 5 d'octubre de 2016    | Renovació del mòdul de fabricació                                                                                | LGPLv3    |
| Odoo                                                                           | 11.0   | 5 d'octubre de 2017    | Renovació dels mòduls de suport tècnic, informes i social                                                        | LGPLv3    |
| Odoo                                                                           | 12.0   | 3 d'octubre de 2018    | + gestió documental                                                                                              | LGPLv3    |
| Odoo                                                                           | 13.0   | Octubre de 2019        | | LGPLv3    |
|                                                                                | 14.0   | Octubre 2020           | | LGPLv3    |
|                                                                                | 15.0   | Octubre 2021           | | LGPLv3    |
|                                                                                | 16.0   | Octubre 2022           | | LGPLv3    |
|                                                                                | 17.0   | Octubre 2023           | | LGPLv3    |
|                                                                                | 18.0   | Previst Octubre 2024   | | LGPLv3    |
| Llegenda:Versió antigaVersió antiga, amb suportDarrera versióProper llançament |        |                        | |           |